# Koseniec
Koseniec – jezioro położone we wschodniej Polsce, na obszarze Równiny Łęczyńsko-Włodawskiej, w gminie Hańsk, w powiecie włodawskim. Długość linii brzegowej jeziora wynosi 1840 m. Dawniej jezioro było połączone z pobliskim Jeziorem Spólnem w jeden akwen, jednakże w wyniku procesu obniżenia zwierciadeł wód gruntowych i odwodnienia bagien i torfowisk dwa zbiorniki oddzieliły się od siebie i obecnie są jedynie połączone śródleśnym kanałem o długości ok. 290 m i o szerokości w najszerszym miejscu 11 m. Jezioro jest położone na terenie rezerwatu przyrody Żółwiowe Błota.